# Cubitermes
Cubitermes es un género de termitas isópteras perteneciente a la familia Termitidae que tiene las siguientes especies:
1. Cubitermes aemulus
2. Cubitermes anatruncatus
3. Cubitermes atrox
4. Cubitermes banksi
5. Cubitermes bilobatodes
6. Cubitermes bilobatus
7. Cubitermes breviceps
8. Cubitermes bugeserae
9. Cubitermes caesareus
10. Cubitermes comstocki
11. Cubitermes congoensis
12. Cubitermes conjenii
13. Cubitermes curtatus
14. Cubitermes duplex
15. Cubitermes exiguus
16. Cubitermes falcifer
17. Cubitermes finitimus
18. Cubitermes fulvus
19. Cubitermes fungifaber
20. Cubitermes gaigei
21. Cubitermes gibbifrons
22. Cubitermes glebae
23. Cubitermes hamatus
24. Cubitermes heghi
25. Cubitermes inclitus
26. Cubitermes intercalatus
27. Cubitermes latens
28. Cubitermes loubetsiensis
29. Cubitermes microduplex
30. Cubitermes minitabundus
31. Cubitermes modestior
32. Cubitermes montanus
33. Cubitermes muneris
34. Cubitermes niokoloensis
35. Cubitermes oblectatus
36. Cubitermes oculatus
37. Cubitermes orthognathus
38. Cubitermes pallidiceps
39. Cubitermes planifrons
40. Cubitermes pretorianus
41. Cubitermes proximatus
42. Cubitermes sanctaeluciae
43. Cubitermes sankurensis
44. Cubitermes schereri
45. Cubitermes schmidti
46. Cubitermes severus
47. Cubitermes sierraleonicus
48. Cubitermes silvestrii
49. Cubitermes speciosus
50. Cubitermes subarquatus
51. Cubitermes subcrenulatus
52. Cubitermes sulcifrons
53. Cubitermes tenuiceps
54. Cubitermes testaceus
55. Cubitermes transvaalensis
56. Cubitermes truncatoides
57. Cubitermes truncatus
58. Cubitermes ugandensis
59. Cubitermes umbratus
60. Cubitermes undulatus
61. Cubitermes weissi
62. Cubitermes zavataria
63. Cubitermes zenkeri
64. Cubitermes zulucola
65. Cubitermes zuluensis